# Erik Colban
Erik Andreas Colban (n. 18 octombrie 1876, Oslo, Suedia-Norvegia – d. 28 martie 1956, Oslo, Norvegia) a fost un diplomat norvegian. Colban a avut multe roluri importante în diplomația norvegiană; mai ales fiind numit în postul de ambasador al Norvegiei la Londra înainte și în timpul celui de-al Doilea Război Mondial. Colban a lucrat, de asemenea, cu Liga Națiunilor și Națiunile Unite, unde norvegianul Trygve Lie a servit ca secretar general al Națiunilor Unite.